# Gröde

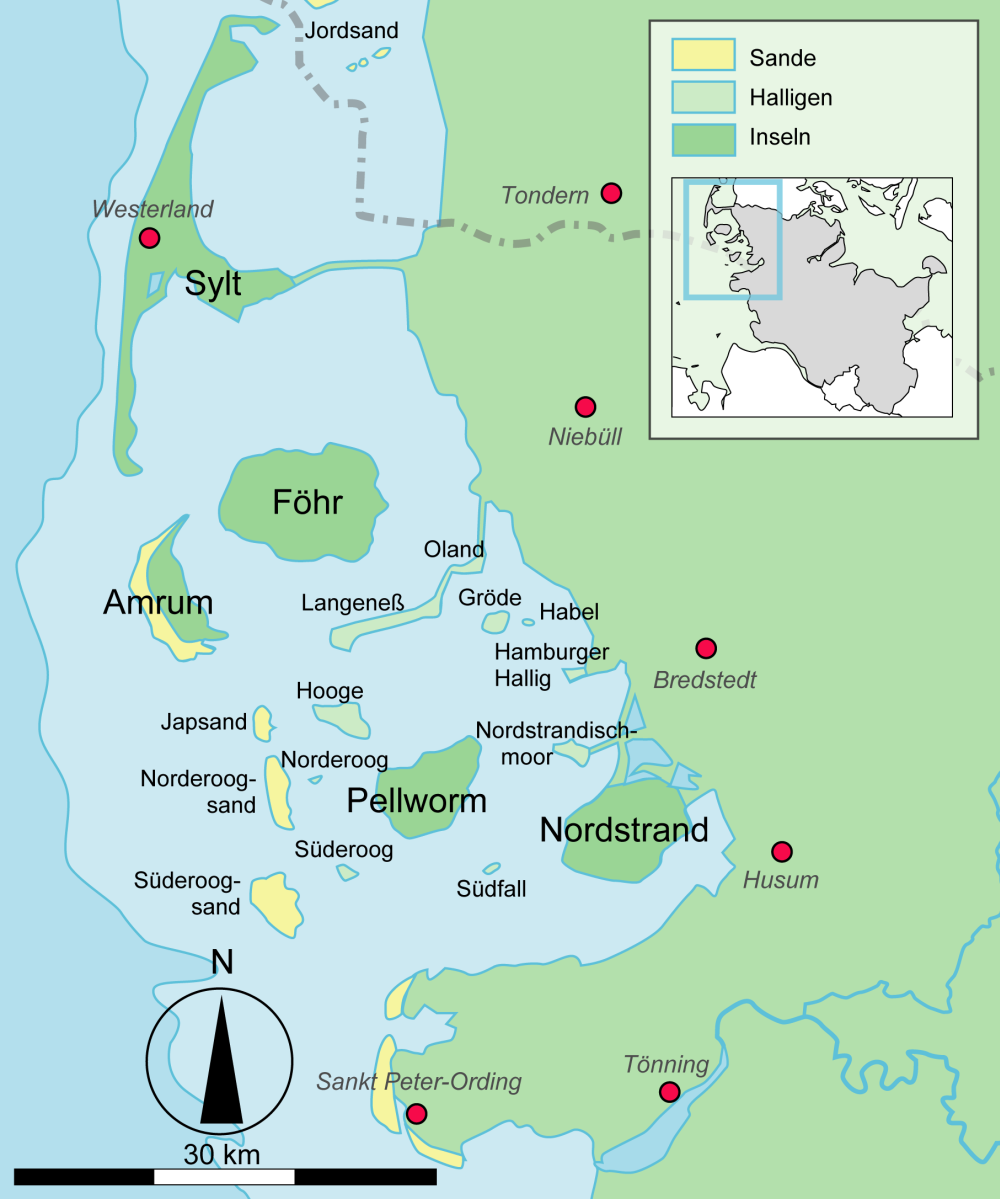
Lage der Inseln und Halligen im Nordfriesischen Wattenmeer

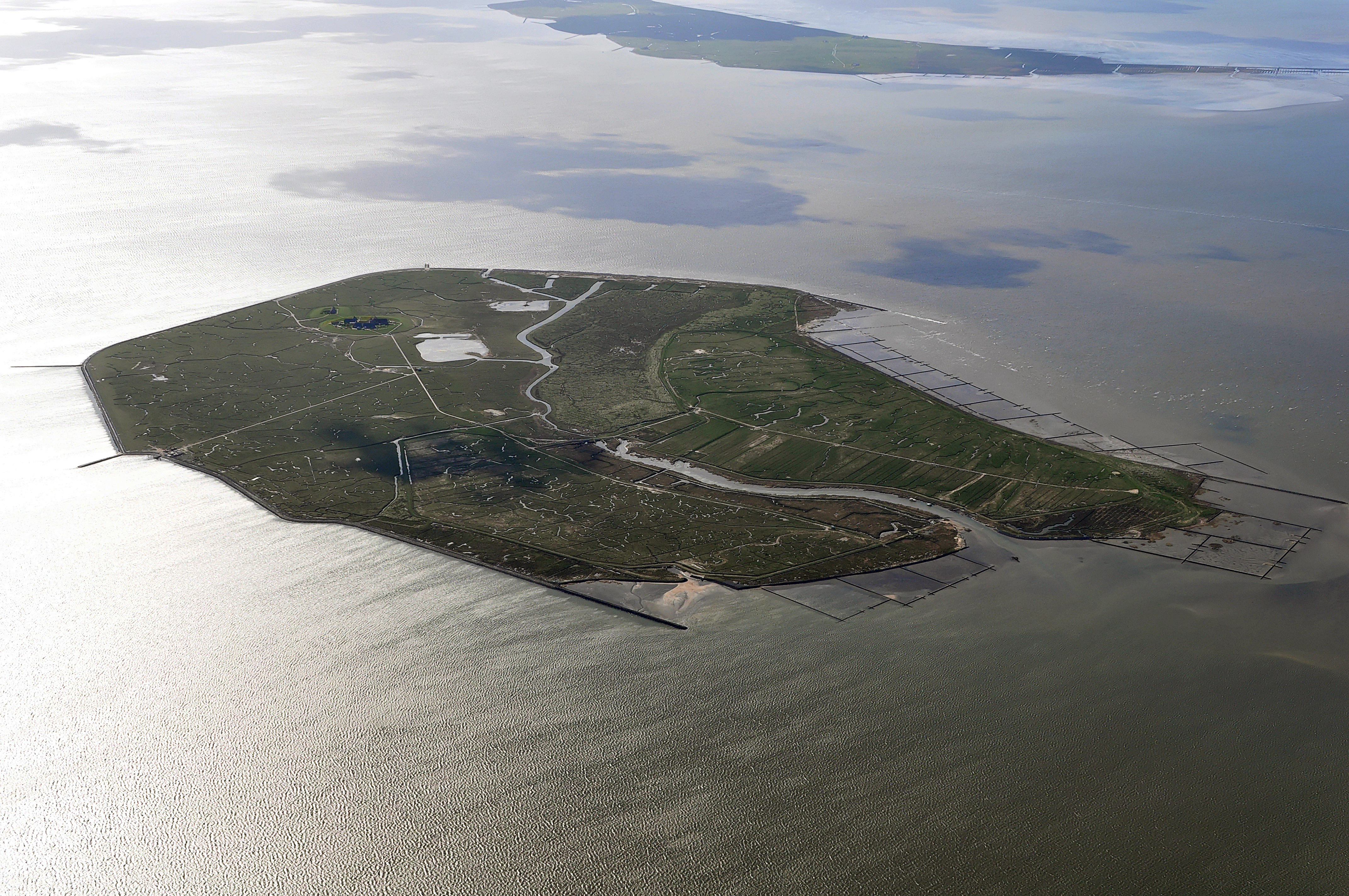
Gröde von Osten, im Hintergrund Langeneß

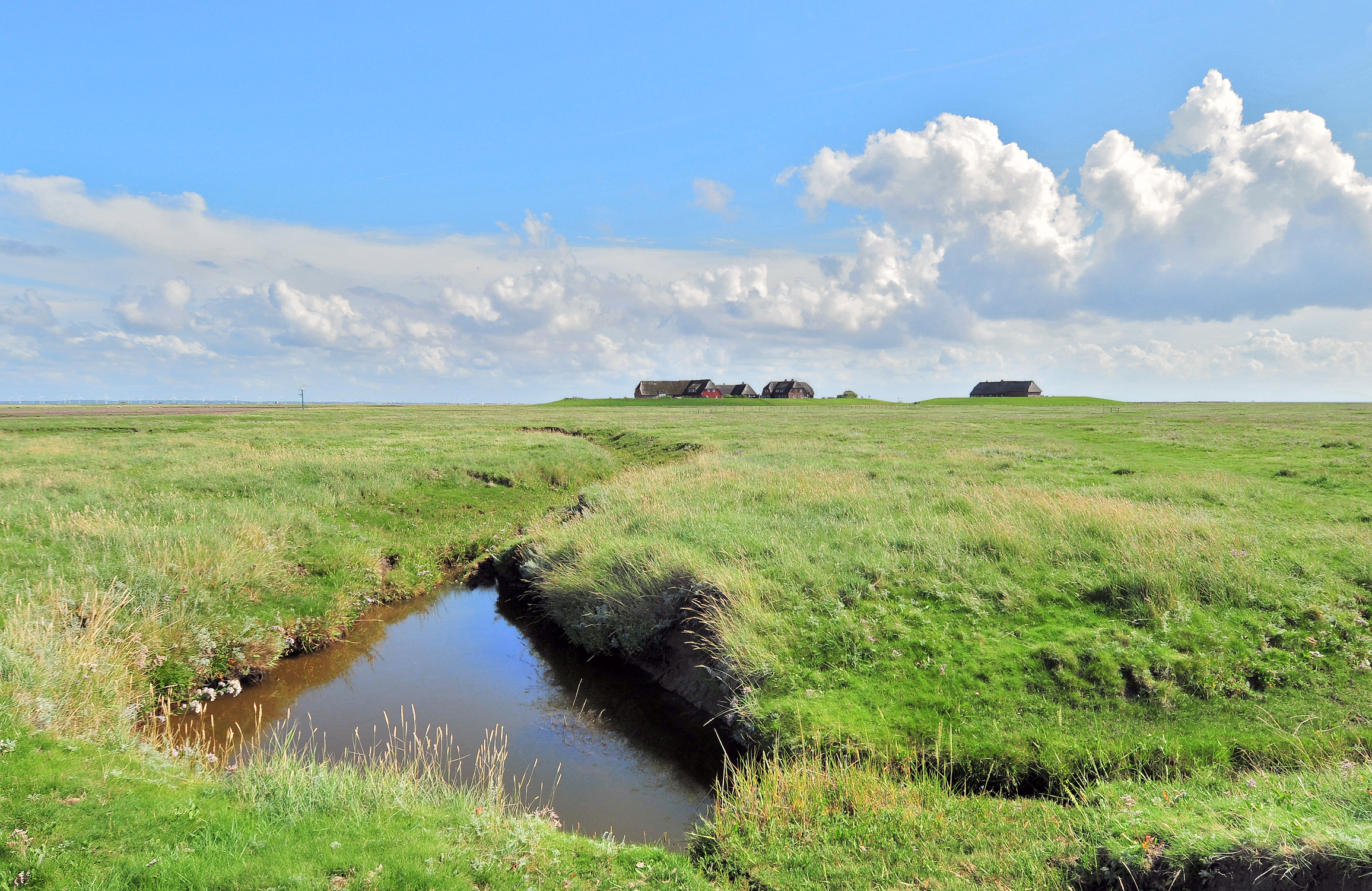
Blick im August vom Jachthafen über Hallig Gröde auf die Knudtswarft (links) und die Kirchwarft (rechts)

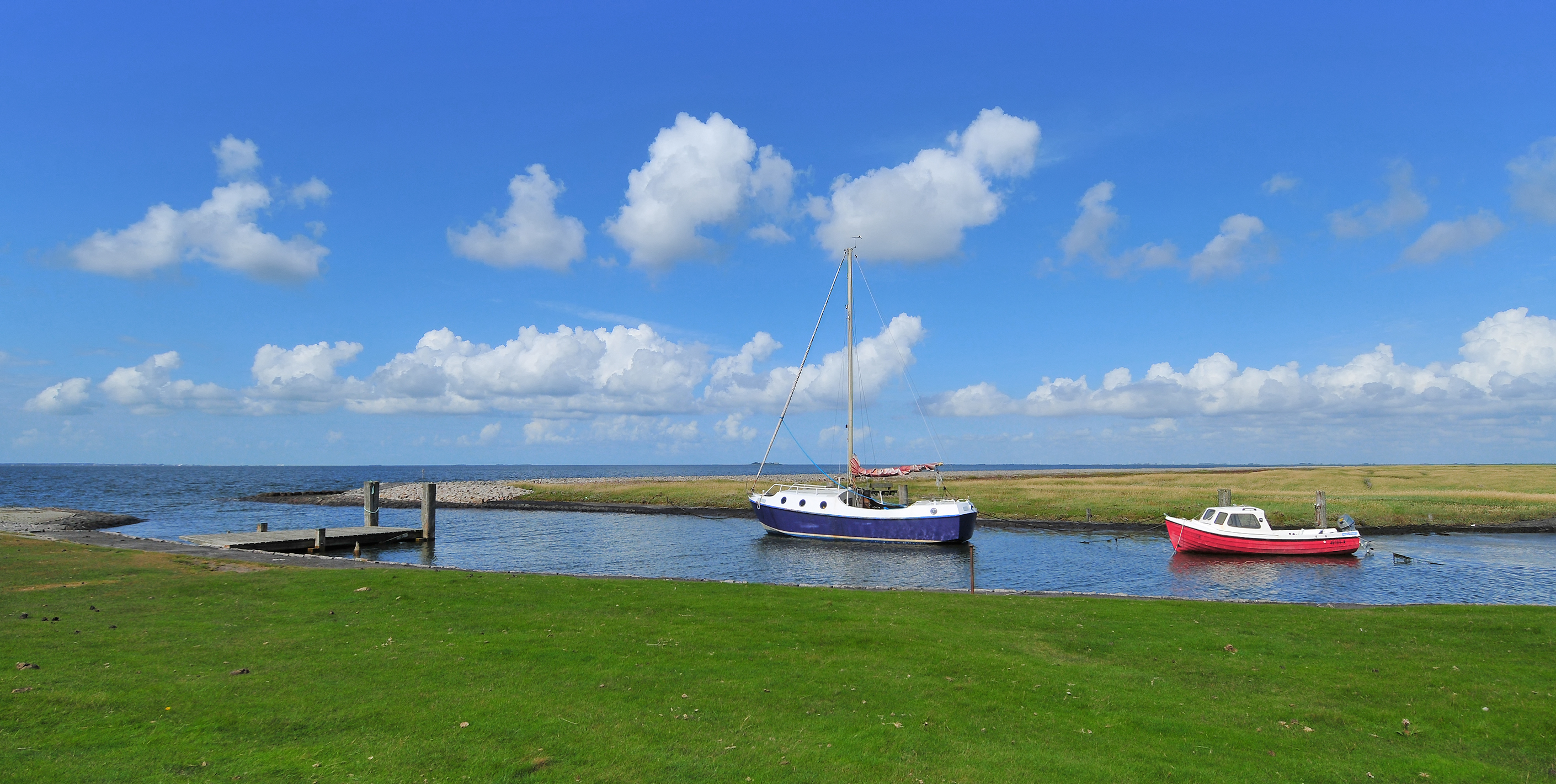
Blick auf den Jachthafen der Hallig Gröde

Die Hallig Gröde (auch: Gröde-Appelland; dänisch Grøde, nordfriesisch di Grööe; niederdeutsch Grööd) ist eine der zehn Halligen in Nordfriesland im Nationalpark Schleswig-Holsteinisches Wattenmeer. Sie besteht aus der nicht mehr bewohnten ehemaligen Hallig Appelland (dänisch Abelland, nordfriesisch Åpellöön bzw. Aapellöön) im Norden und der bewohnten Hallig Gröde im Süden, die um 1900 bei Küstenschutzmaßnahmen miteinander verbunden wurden. Ein von Südwest nach Nordost verlaufender Priel markiert noch heute den Übergang der beiden Teile: südlich liegt Gröde, nördlich Appelland.
Die Gemeinde Gröde trägt mit lediglich sieben Einwohnern (Dezember 2023) den Titel der kleinsten selbständigen Gemeinde Deutschlands. Zwischenzeitlich waren es 10 Einwohner, seinerzeit gab es deutschlandweit zwei Gemeinden dieser Größe. Zur 2,52 km² großen Gemeinde gehört auch die nicht dauerhaft bewohnte Hallig Habel.

## Geographie
Gröde ist eine Hallig im Nordfriesischen Wattenmeer. Die sie nahezu vollständig umgebende Steinkante schützt das Eiland bei Sturmfluten vor Landverlust.
Die Hallig wird im Jahresverlauf durchschnittlich zwanzig bis dreißig Mal bei Landunter (mit Ausnahme der beiden Warften) überflutet. Die beiden Warften sind Siedlungsplätze der vor Ort lebenden Bevölkerung. Auf der Knudtswarft befinden sich vier Wohnhäuser. Etwas kleiner ist die Kirchwarft. Hier befinden sich die Halligschule, die Kirche und eine Lehrerwohnung. Mit 4,3 m über NHN ist sie die höchste Erhebung auf der Hallig. Schule und Lehrerwohnung stehen seit 2012 leer.
Beide Warften sind von Ringdeichen umgeben, damit sie Sturmfluten standhalten können. Wie bei allen Halligen besitzen alle Wohnhäuser im ersten Stock einen Schutzraum, der auf vier Betonpfeilern steht, die etwa vier Meter im Warftboden gegründet sind. Auf der Knudtswarft stehen vier Höfe - wie Quedens hervorhebt wurde seitens der Bewohner für diese, abweichend von anderen Halligen und einvernehmlich mit den Behörden, im Zuge der Halligsanierung nach der Flut von 1962 eine Reetbedachung durchgesetzt. Zwischen den Gebäuden der Knudtswarft befindet sich ein Fething.
Auf der Kirchwarft liegt der Friedhof neben dem unter einem Dach vereinten Kirchen- und Schulgebäude. Die Nutzung der Schule hängt davon ab, ob Kinder im schulpflichtigen Alter auf Gröde wohnhaft sind. Die Kirche im Westteil dieses Gebäudes stammt aus dem Jahr 1779 und ist bereits der siebente Kirchenbau auf Gröde seit der Mandränke 1362. Im Jahr 1615 musste das zweite Gröder Gotteshaus abgebrochen und weiter landeinwärts wieder errichtet werden. Dieses wurde in der Eisflut von 1625 erneut zerstört und konnte der Burchardiflut von 1634 nicht standhalten. Es litt abermals durch die Sturmflut von 1717, um 1721 erneut abgebrochen zu werden. Bei der Februarflut von 1825 stürzten Westwand, Giebel und zwei Fächer des Daches zusammen. Auch die bestehende Kirche wäre durch Sturmfluten zerstört worden, hätten staatliche Eingriffe im Jahr 1899 dies nicht verhindert, indem das gesamte Halligufer gegen weiteren Abbruch befestigt wurde. Im Innern der Kirche befinden sich ein Renaissancealtar von 1592, eine Kanzel aus dem späten 18. Jahrhundert sowie ein Taufstein von 1705. Ein Rest einer früheren Kirche ist das Triumphkreuz aus der Zeit um 1500. Zu Gottesdiensten reist der Pastor von Hallig Langeneß an.
Die Ende des 19. Jahrhunderts zerstörte Neu-Peterswarft am Weg zum Schiffsanleger wird heute als Lagerstätte für Baumaterialien verwendet.
| NASA-Satellitenbild von Gröde mit Warften nummeriert, Bildmitte Hallig Habel, rechts oben Festland |             |                           |                                              |                                              |
| Wohn- platz- Nr.1                                                                                  | Warft       | Topografische Bezeichnung | Bevölkerungsfortschreibung 31. Dezember 2005 | Bevölkerungsfortschreibung 31. Dezember 2005 |
| Wohn- platz- Nr.1                                                                                  | Warft       | Topografische Bezeichnung | Bevölkerung                                  | Haushalte                                    |
| Ehemalige Hallig Appelland (Norden)                                                                |             |                           |                                              |                                              |
| keine Warft2                                                                                       |             |                           |                                              |                                              |
| Ehemalige Hallig Gröde (Süden)                                                                     |             |                           |                                              |                                              |
| 2                                                                                                  | Kirchwarft3 | Kirche                    | -                                            | -                                            |
| 3                                                                                                  | Knudtswarft | Häusergruppe              | 13                                           | 6                                            |

1 Wohnplatz-Nr. 1 ist für die unbewohnte Hallig Habel reserviert, die ebenfalls zur Gemeinde Gröde gehört und nur eine Warft mit einer Vogelschutzstation aufweist, die lediglich im Sommer von einem Vogelwart besetzt ist.

2 Früher gab es nach einer alten Karte die Appelländerwarft nahe der Nordwestspitze der Hallig.

3 Auch Schulwarft genannt, da sich hier Kirche und Schule mit Lehrerdienstwohnung unter einem Dach befinden.

## Geschichte

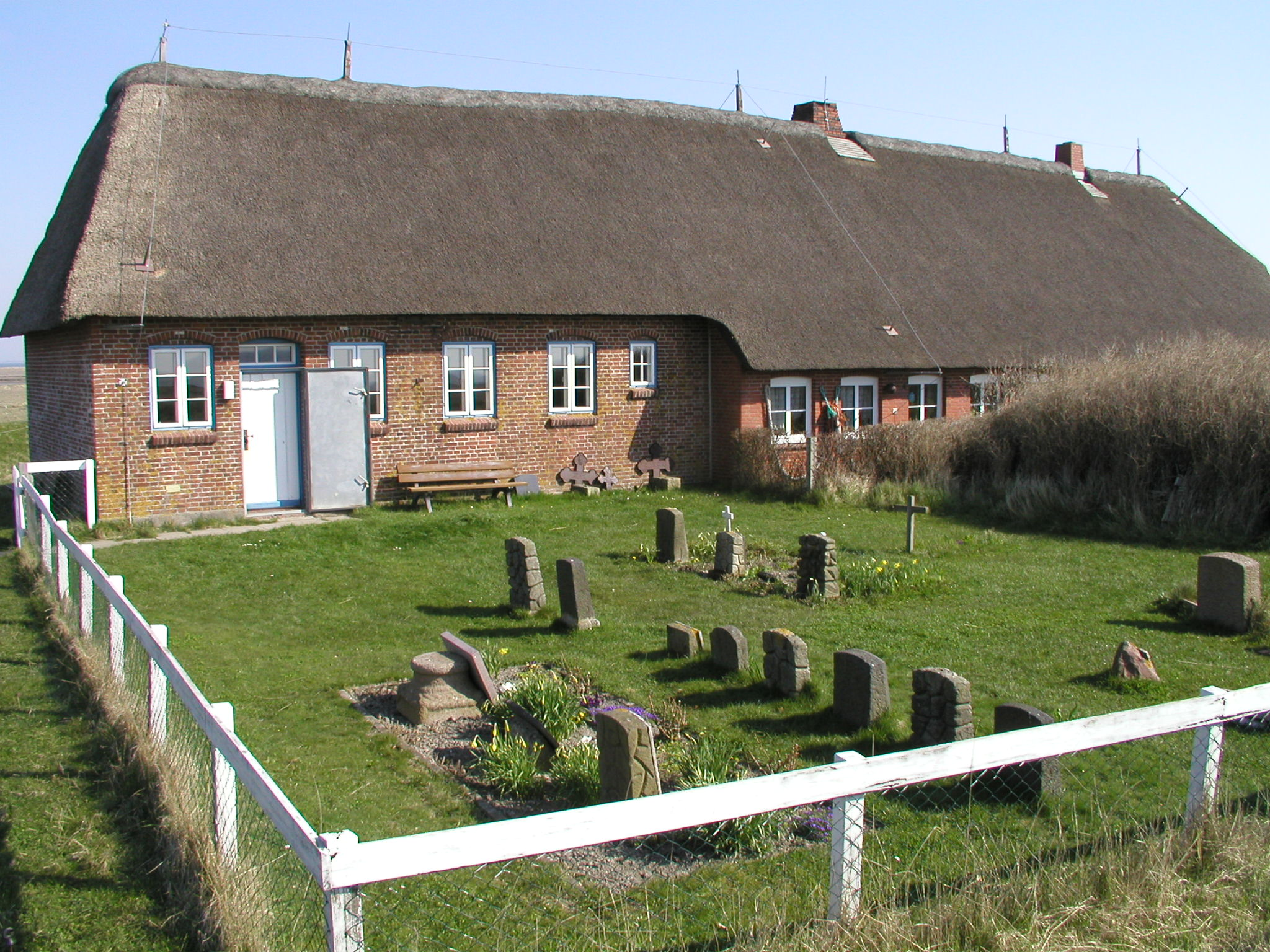
Auf der Kirchwarft: Kirche St. Margarethen mit Friedhof (links) und Schule

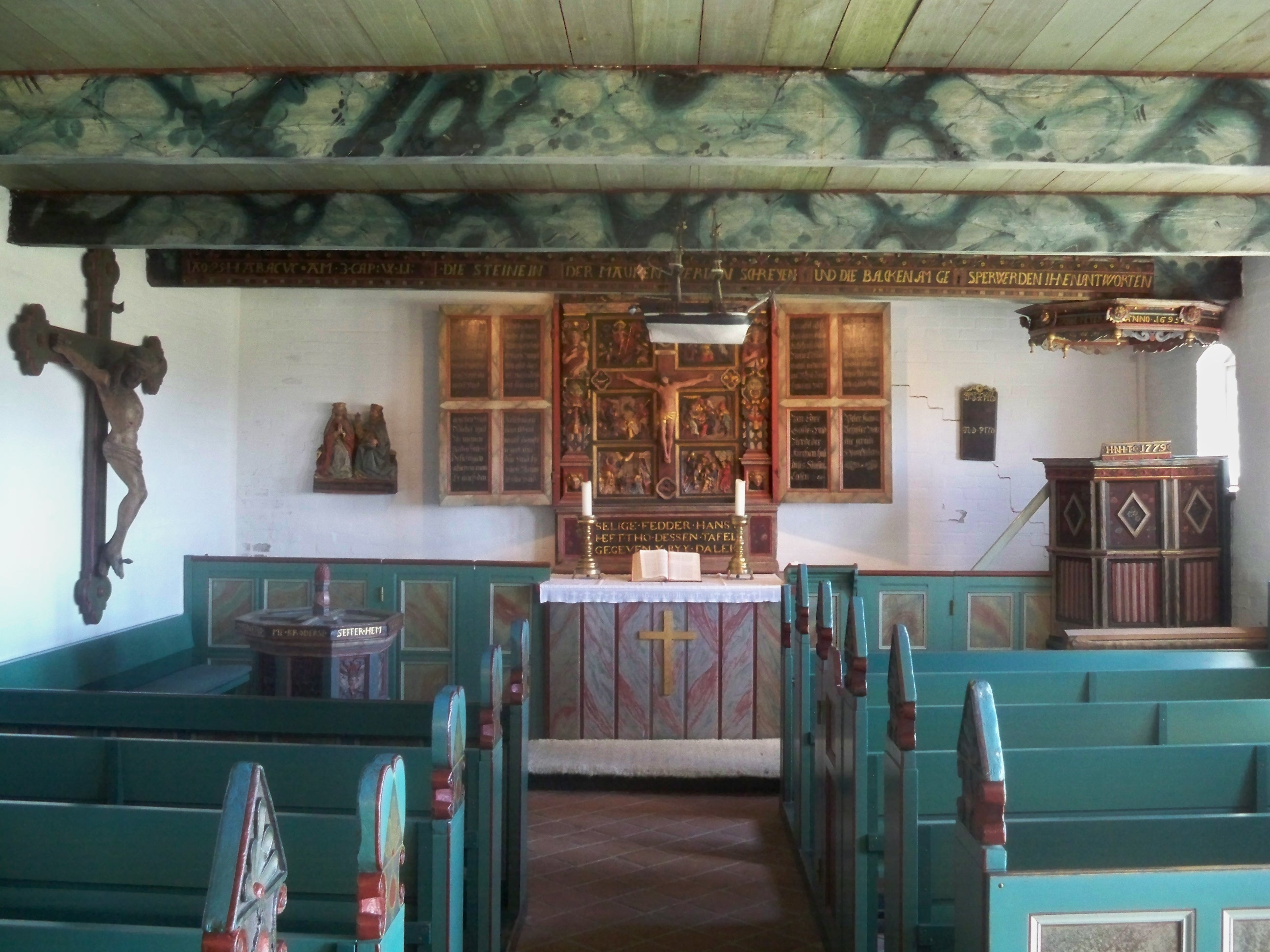
Innenraum der Kirche St. Margarethen

In alten Zeiten gehörte Gröde wie auch seine Nachbarhalligen Appelland und Habel zu den nordfriesisch besiedelten Uthlanden. Die Halligen wurden durch Sturmfluten vom Festland getrennt und hatten in der Folge durch weitere Fluten und Meeresströmungen Landverluste zu beklagen. In der Burchardiflut im Jahr 1634 ertrank auf den drei Halligen ein Mensch. Vor der Februarflut von 1825 gab es auf den damals noch drei eigenständigen Halligen Gröde, Appelland und Habel 23 Häuser, von denen acht zerstört wurden. Eine von drei Warften auf Gröde wurde ebenfalls zerstört. Im Jahr 1825 gab es noch 90 Einwohner auf Hallig Gröde. Bis zum Jahr 1874 halbierte sich diese Zahl. Zu Beginn des 20. Jahrhunderts wuchs Gröde mit der nördlich gelegenen Hallig Appelland zusammen, nachdem man aus Küstenschutzgründen einen zwischen den beiden Halligen liegenden Priel mit einem Damm unterbrochen hatte.
Bis zum Deutsch-Dänischen Krieg 1864 zum dänischen Herzogtum Schleswig gehörend, kam Gröde in der Folge zu Preußen bzw. Deutschland.
Die Sturmfluten von 1962 und 1976 verursachten erhebliche Schäden an Gebäuden und den zwei Warften auf Gröde. Menschen kamen nicht zu Schaden. 1962 drang das Wasser in die Gebäude, zerstörte eine Reihe von ihnen, Vieh ertrank, die Trink- und Tränkwasservorräte wurden versalzen und damit unbrauchbar. 1976 floss es auf Gröde erneut in die Fethinge und Süßwasserzisternen, verwüstete Wohnungen, was das Wasser zum Teil bis 1,30 Meter hoch stehen ließ. Die Ölheizung fielen aus, die Stromversorgung wurde tagelang unterbrochen.

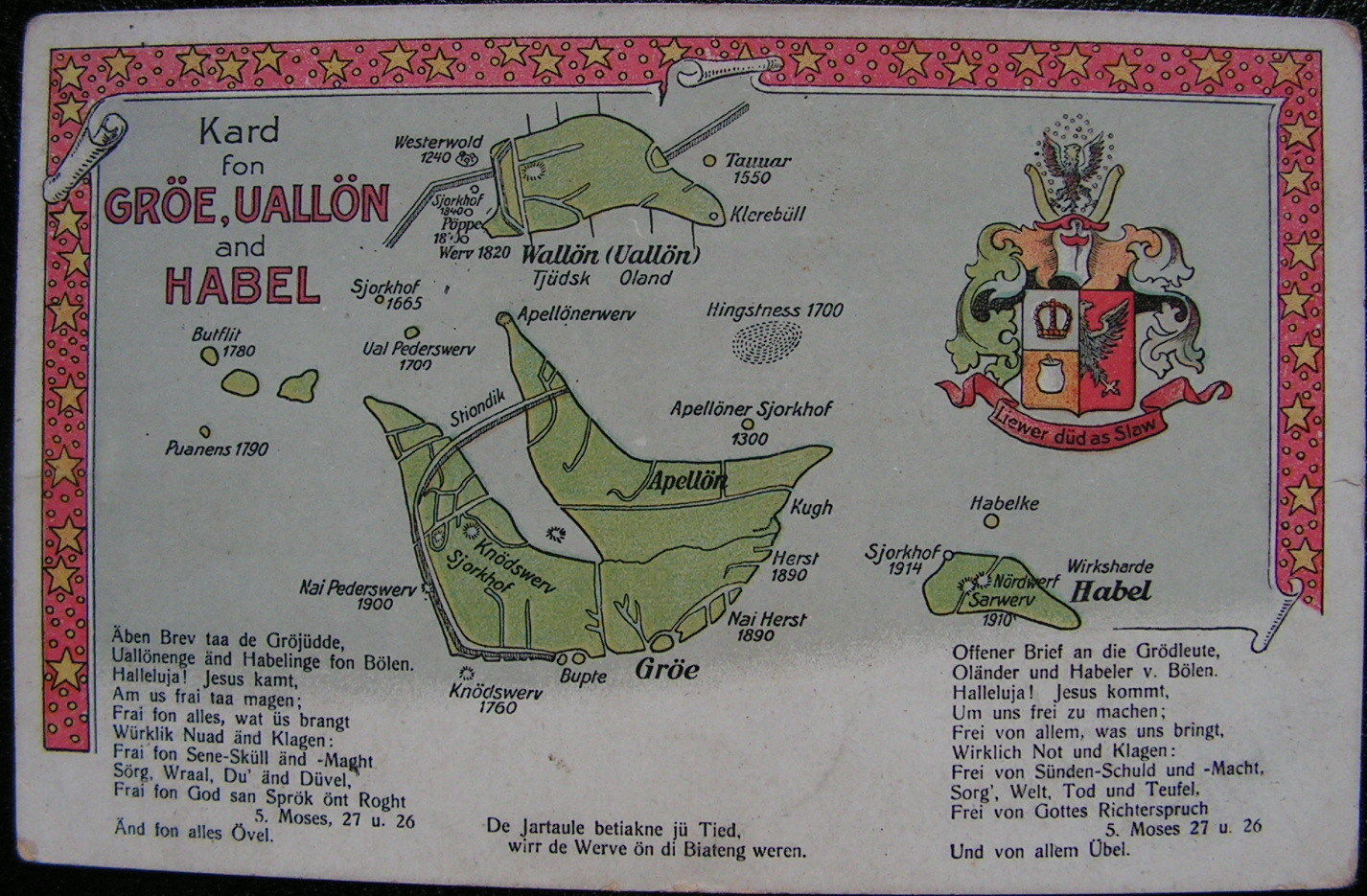
Alte Karte auf Postkarte, mit den getrennten Halligen Gröe und Appellön
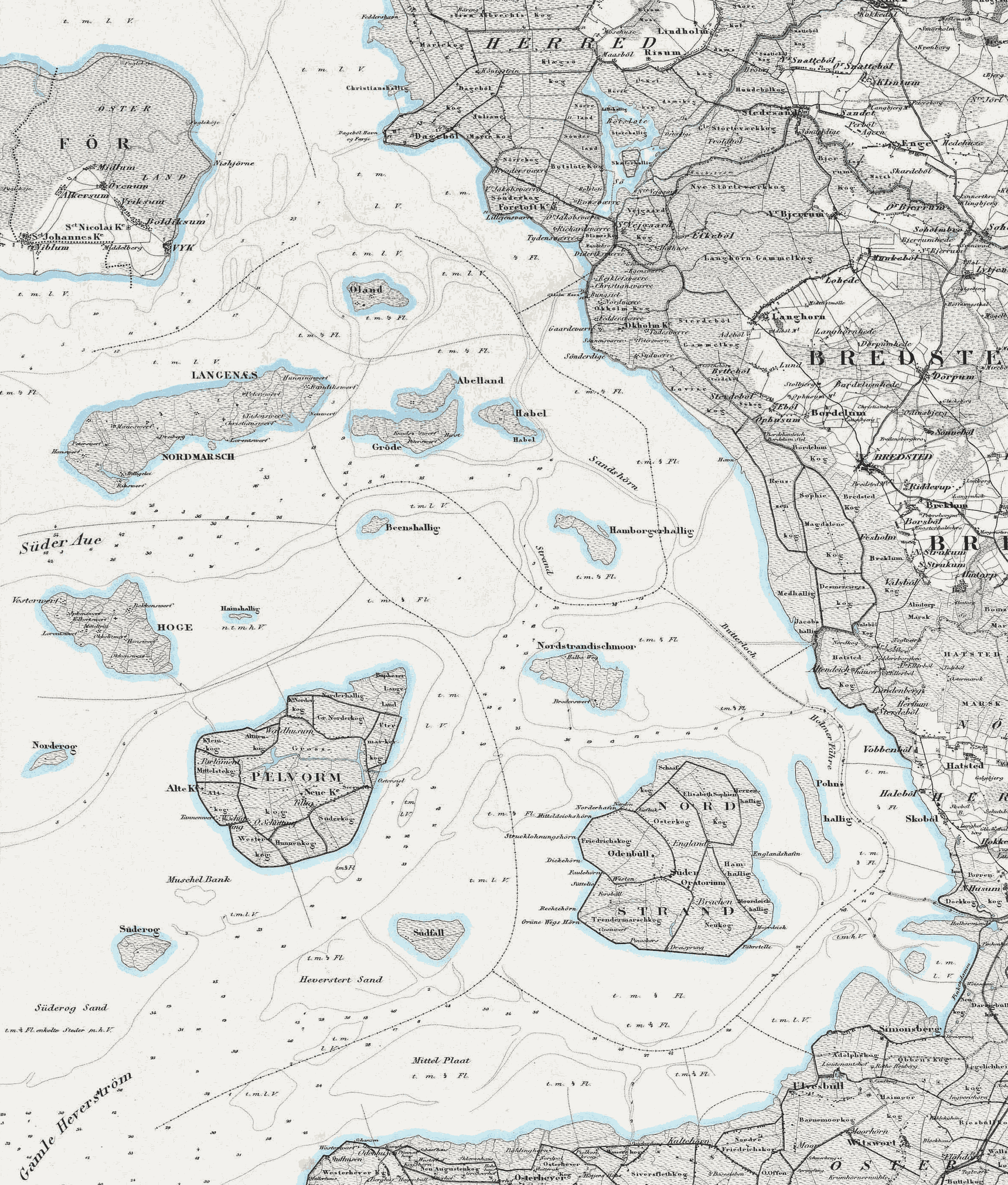
Karte der Halligen 1858, mit Gröde und Appelland getrennt
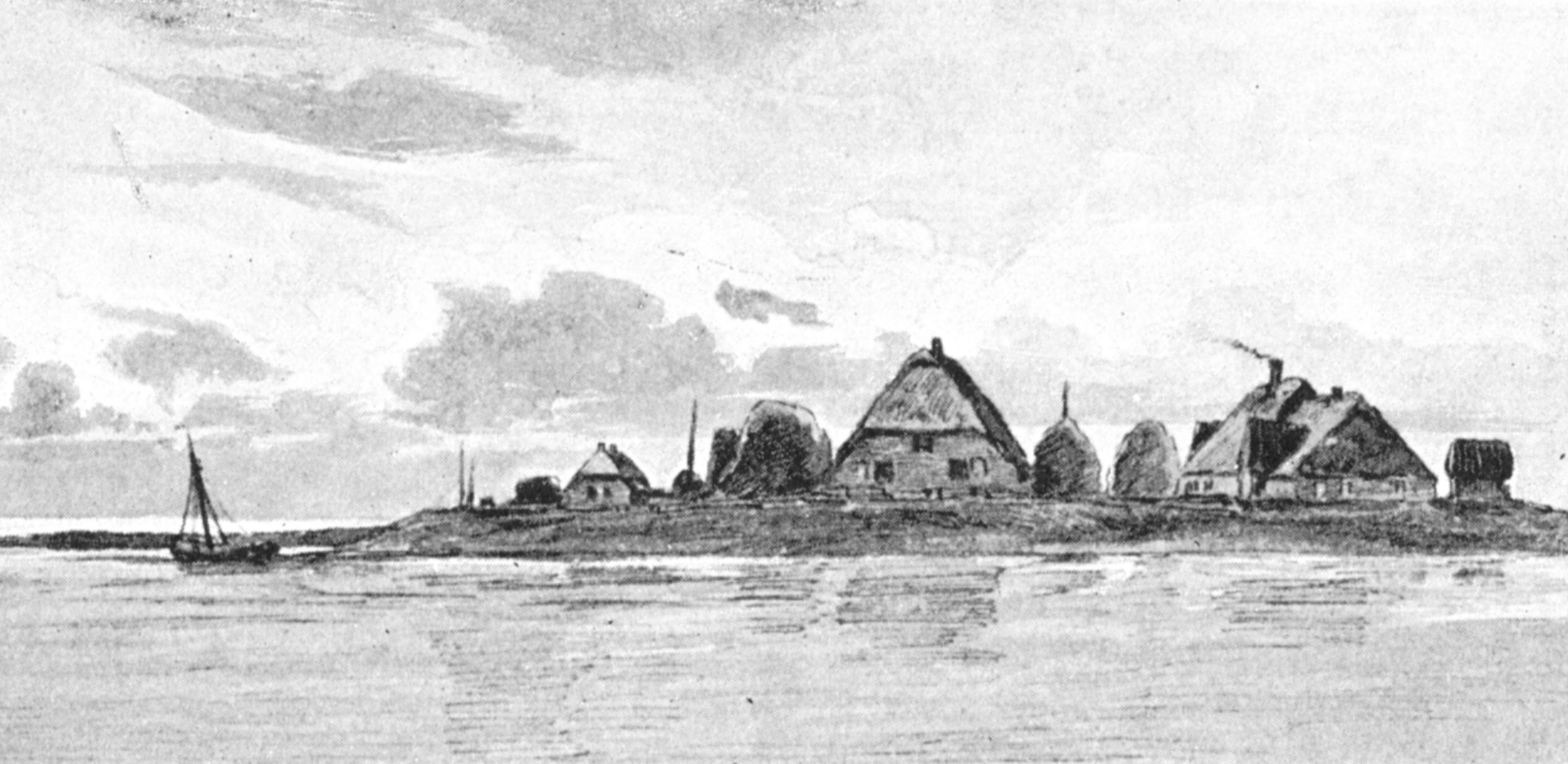
Hallig Gröde um 1895
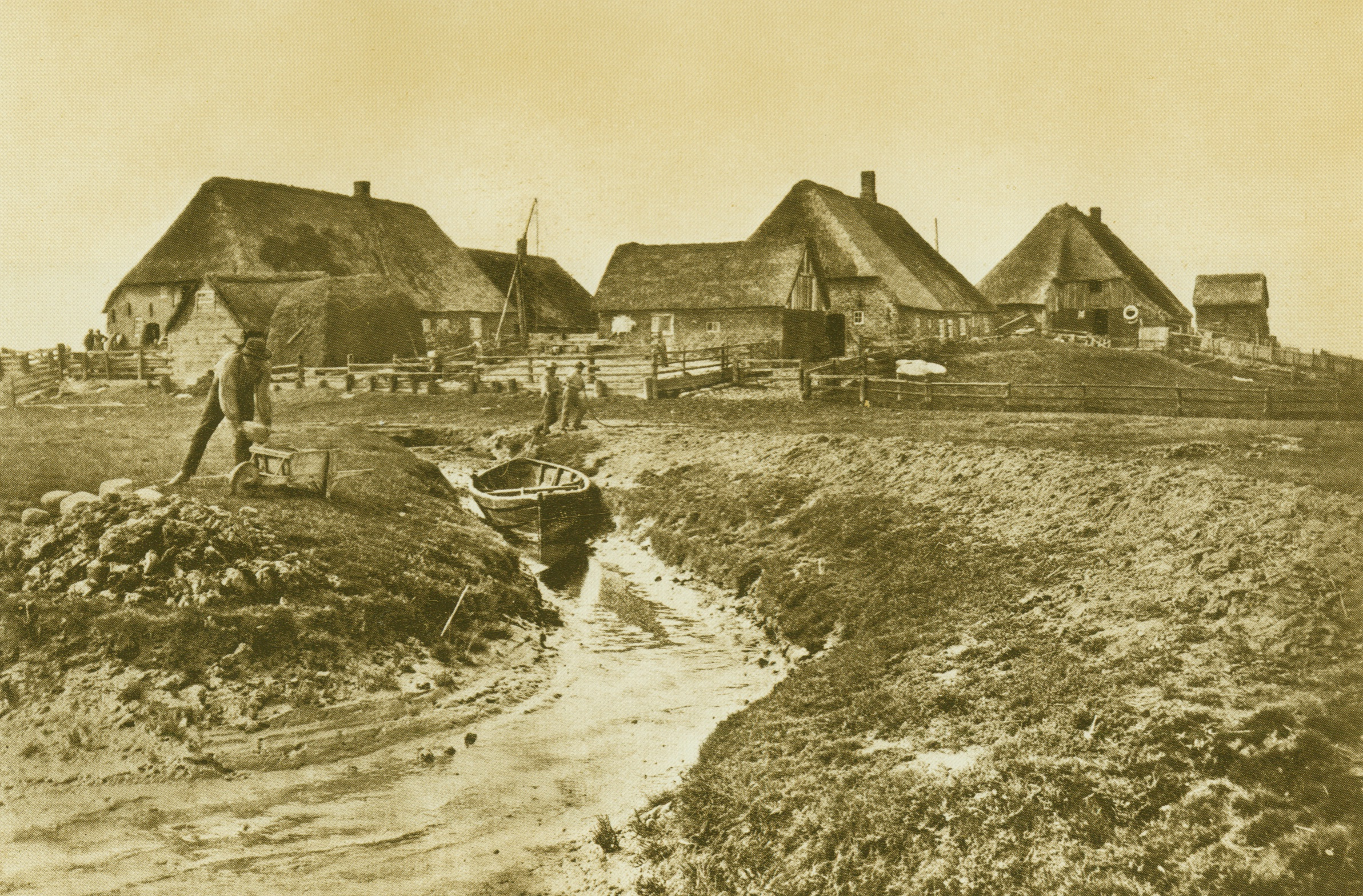
Knudtswarft (1895)
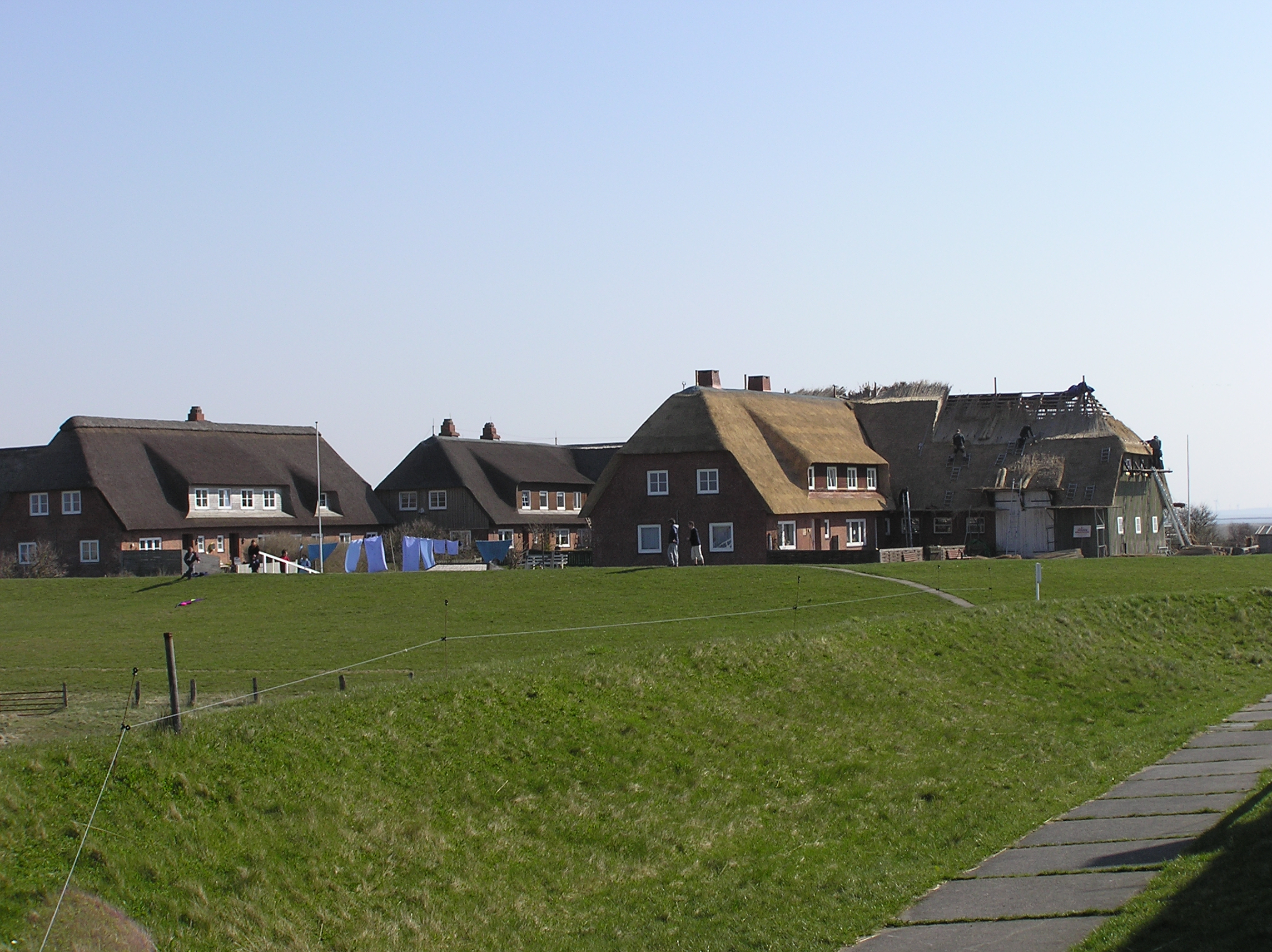
Knudtswarft von der Kirchwarft gesehen

## Politik

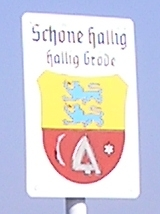
Schild auf Gröde mit dem Wappen des ehemaligen Kreises Husum

Mit weniger als 70 Einwohnern hat die Gemeinde nach § 54 der schleswig-holsteinischen Gemeindeordnung keine Gemeindevertretung, sondern eine Gemeindeversammlung, an der alle wahlberechtigten Einwohner teilnehmen.
Die Gemeinde Gröde bildet den kleinsten Wahlbezirk Deutschlands. Die Gröder Wahlergebnisse wurden regelmäßig kurz nach Schließung der Wahllokale als erstes feststehendes Ergebnis bekannt gemacht. Zur Bundestagswahl 2013 entschieden sich jedoch erstmals alle Bewohner für die Briefwahl.

## Wirtschaft und Infrastruktur
Einige Einwohner beziehen ihr Haupteinkommen aus ihrer Tätigkeit beim für den Küstenschutz zuständigen Landesbetrieb für Küstenschutz, Nationalpark und Meeresschutz Schleswig-Holstein. Weitere Einnahmen werden aus der Vermietung von Ferienwohnungen und aus dem Nebenerwerb in der Landwirtschaft generiert. Der Tagestourismus hat eine große Bedeutung für die Insel; stiftet aber wirtschaftlich nur geringen Nutzen. Die landwirtschaftliche Bewirtschaftung des Halliglands erfolgt in Form einer gemeinschaftlichen Allmende. Seit 1976 wird Gröde mittels Strom- und Wasserleitung versorgungstechnisch vom Festland versorgt. Es gibt darüber hinaus auch eine Telekommunikationsleitung.

## Verkehr
Die Seeadler verkehrt vom Festlandshafen Schlüttsiel nach Gröde. Einen regelmäßigen Fahrplan gibt es nicht. Vom Hafen Strucklahnungshörn auf Nordstrand verkehrt gelegentlich das Ausflugsschiff Adler V, seltener die Adler-Express; zudem gibt es einen kleinen Yachthafen. Autoverkehr gibt es auf Gröde nicht.

## Flora und Fauna
Im Sommer blüht auf den Wiesen der Hallig der Strandflieder. Gröde ist eine Zwischenstation für Zugvögel auf dem Weg von Südengland und Südwesteuropa nach Sibirien. So rasten zum Beispiel 10.000 bis 15.000 Ringelgänse jährlich auf der Hallig.